# Ноэль, Ксавье
Ксавье́ Ноэ́ль (фр. Xavier Noël; род. 11 июля 1976, Лез-Абим) — французский боксёр, представитель полусредней весовой категории. Выступал за сборную Франции по боксу на всём протяжении 2000-х годов, серебряный призёр чемпионата Европы, победитель Средиземноморских игр, семикратный чемпион французского национального первенства, участник летних Олимпийских игр в Афинах.

## Биография
Ксавье Ноэль родился 11 июля 1976 года в коммуне Лез-Абим заморского департамента Гваделупа. Впоследствии переехал на постоянное жительство в континентальную Францию, проходил подготовку в боксёрском клубе Сен-Мор-де-Фоссе.
Первого серьёзного успеха на взрослом международном уровне добился в сезоне 2001 года, когда впервые стал чемпионом Франции в полусреднем весе, вошёл в основной состав французской национальной сборной и одержал победу на Средиземноморских играх в Тунисе. Выступил и на чемпионате мира в Белфасте, но проиграл здесь уже в первом поединке в 1/32 финала.
В период 2001—2005 годов неизменно выигрывал все французские национальные первенства в полусредней весовой категории. В это время завоевал серебряную медаль на чемпионате Европы в Пуле, уступив в решающем финальном поединке россиянину Олегу Саитову, и благодаря череде удачных выступлений удостоился права защищать честь страны на летних Олимпийских играх в Афинах — в стартовом поединке категории до 69 кг благополучно прошёл представителя Гаити Андре Берто, но во втором бою в 1/16 финала был остановлен украинцем Виктором Поляковым. Также в 2005 году выиграл серебряную медаль на Средиземноморских играх в Альмерии.
На чемпионате Франции 2006 года Ноэль неожиданно проиграл молодому Алексису Вастину, который на некоторое время вытеснил его из основного состава сборной.
В 2007 и 2008 годах Ноэль вновь выигрывал чемпионат Франции в полусреднем весе, став таким образом семикратным чемпионом страны по боксу. Он выступил на мировом первенстве в Чикаго, но попасть здесь в число призёров не смог — уже на предварительном этапе потерпел поражение от казаха Бакыта Сарсекбаева, многократного чемпиона Азии и будущего олимпийского чемпиона.
На чемпионате Франции 2009 года в полуфинале проиграл Адриани Вастину, брату Алексиса, и на том принял решение завершить спортивную карьеру.